# 孟祥新
孟祥新（1965年1月—），男，汉族，安徽六安人，中共党员，中华人民共和国政治人物。

## 生平
1987年8月毕业于安徽师范大学数学系数学专业，1990年8月研究生毕业于北京理工大学自动控制系自动控制理论及应用专业。1990年8月参加工作，历任六安行署办公室办事员、副科级秘书、副科长、科长、主任助理，六安行署办公室副主任。2000年6月，任六安市政府副秘书长。2001年7月，挂任寿县县委副书记。2003年1月，任寿县县委副书记、代县长。同年2月，去代转正任寿县县长。2006年6月，任寿县县委书记。2007年1月，任寿县县委书记、县人大常委会主任。2009年12月，任六安市委组织部副部长（正处级）。
2013年10月，任六安职业技术学院党委书记。2018年1月，当选六安市政协第五届委员会副主席兼秘书长。2022年2月，当选六安市六届人大常委会副主任。